# Baby-Notarztwagen

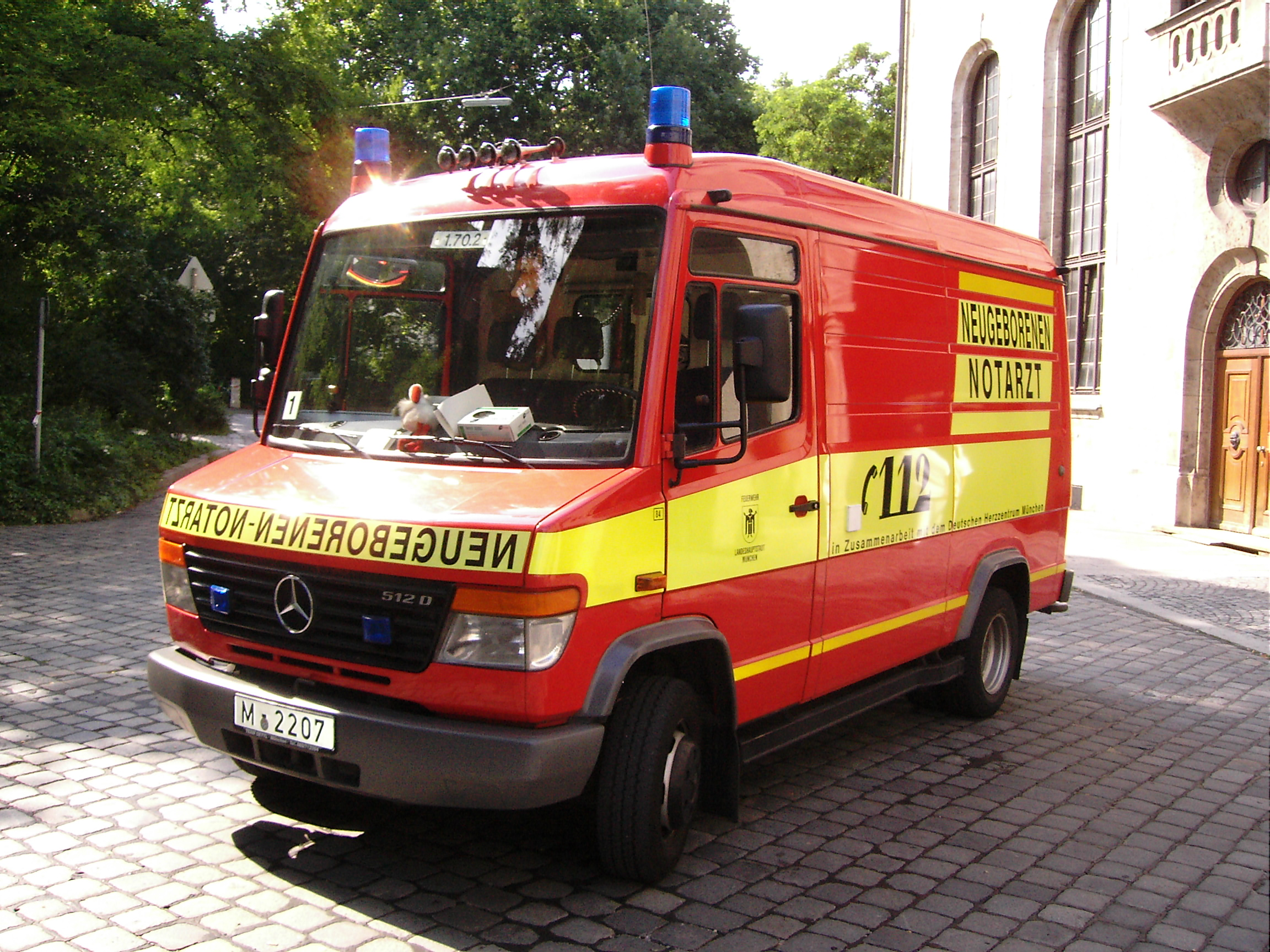
Mercedes-Benz Vario 512D als Baby-Notarztwagen

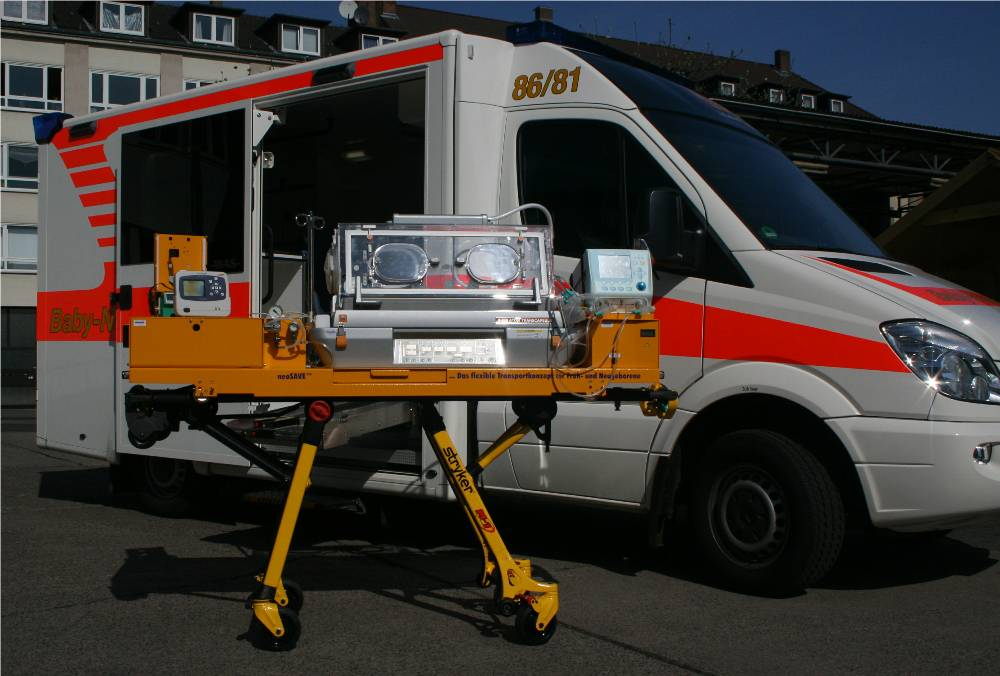
Baby-NAW des ASB Kassel-Nordhessen

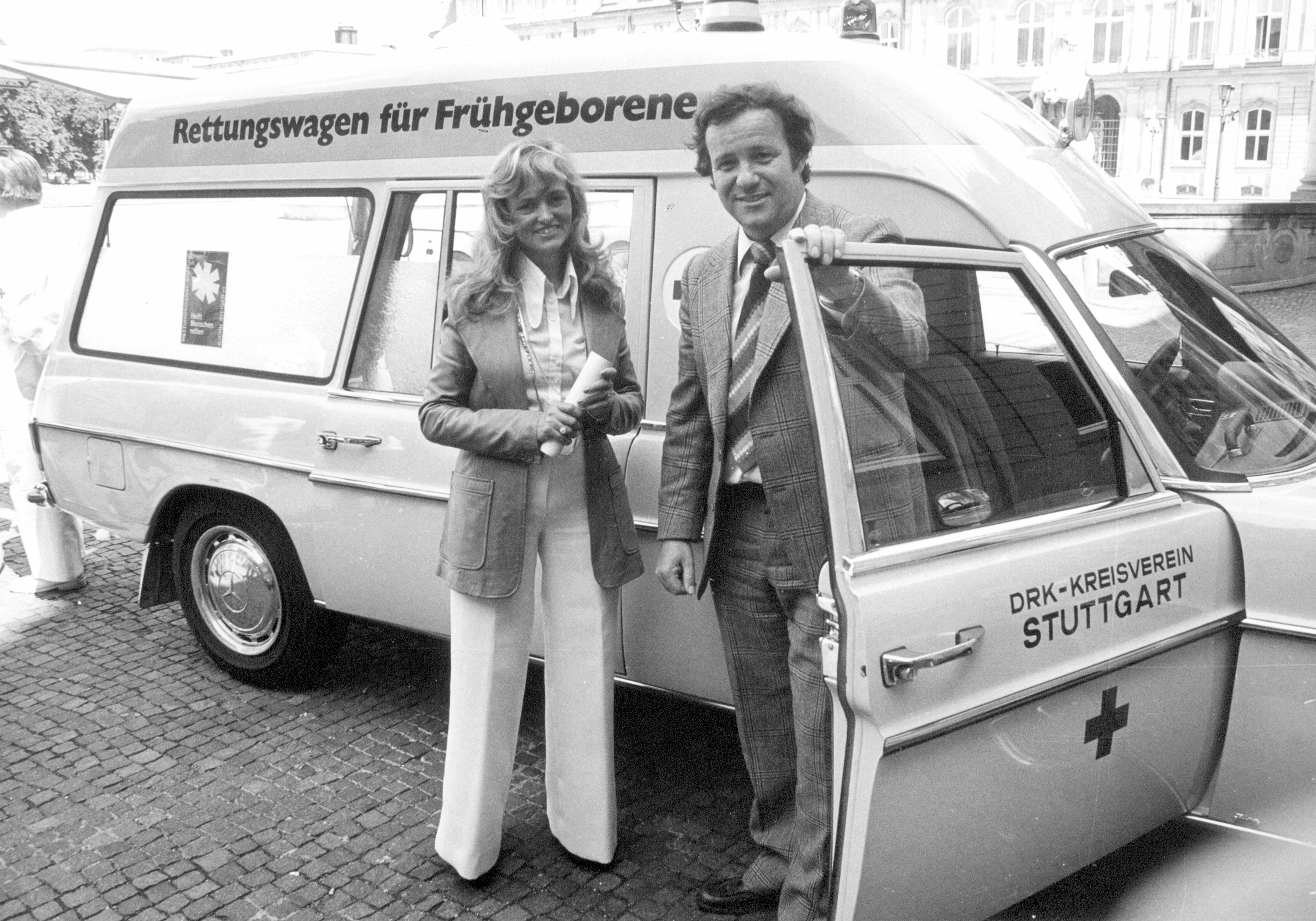
Ute und Siegfried Steiger vor dem ersten Baby-Notarztwagen „Rettungswagen für Frühgeborene Stuttgart“ (1974)

Ein Baby-Notarztwagen (kurz: Baby-NAW oder BNAW; auch Baby-Intensivtransportwagen) ist in Deutschland ein speziell auf die Rettung von Neu- und Frühgeborenen angelegter Notarztwagen, der vor allem für Verlegungsfahrten vorgesehen ist. Diese Fahrzeuge kamen ab Mitte der 1970er Jahre vereinzelt auf. Heute sind Baby-Notarztwagen in diversen deutschen Städten im Einsatz.

## Geschichte
Anfang der 1970er Jahre hatte die Bundesrepublik Deutschland die höchste Säuglingssterblichkeit aller westlicher Industrienationen. Ursächlich dafür war unter anderem, dass die Entbindungen oft in Krankenhäusern ohne spezielle Kinderabteilungen stattfanden und ein Transport mit dem Risiko einer Hirnblutung verbunden war. Deshalb wurde im Jahr 1973 von der Björn-Steiger-Stiftung ein Fahrzeug speziell für diese Fahrten konzipiert und am 25. Juni 1974 in Stuttgart in Dienst gestellt. Aufgrund der dortigen positiven Entwicklung auf die Sterblichkeit, wurden auch andernorts ähnliche Fahrzeuge angeschafft. Einige davon wurden später wieder durch normale Rettungswagen ersetzt, die bei Bedarf mit mobilen Inkubatoren ausgestattet werden können und über eine bessere Federung verfügen als damals. Zudem wird vereinzelt noch ein auf Pädiatrie spezialisierter Notarztdienst (Kinder-Notarzteinsatzfahrzeug) aufgeboten.
Heute sind Baby-Notarztwagen unter anderem in den größten deutschen Städten wie München, Hamburg, Frankfurt am Main, Leipzig und Nürnberg stationiert, aber auch in weiteren Städten wie Lübeck, Kiel Kassel, Neuss, Oldenburg und Ulm.

## Einsatzgebiete

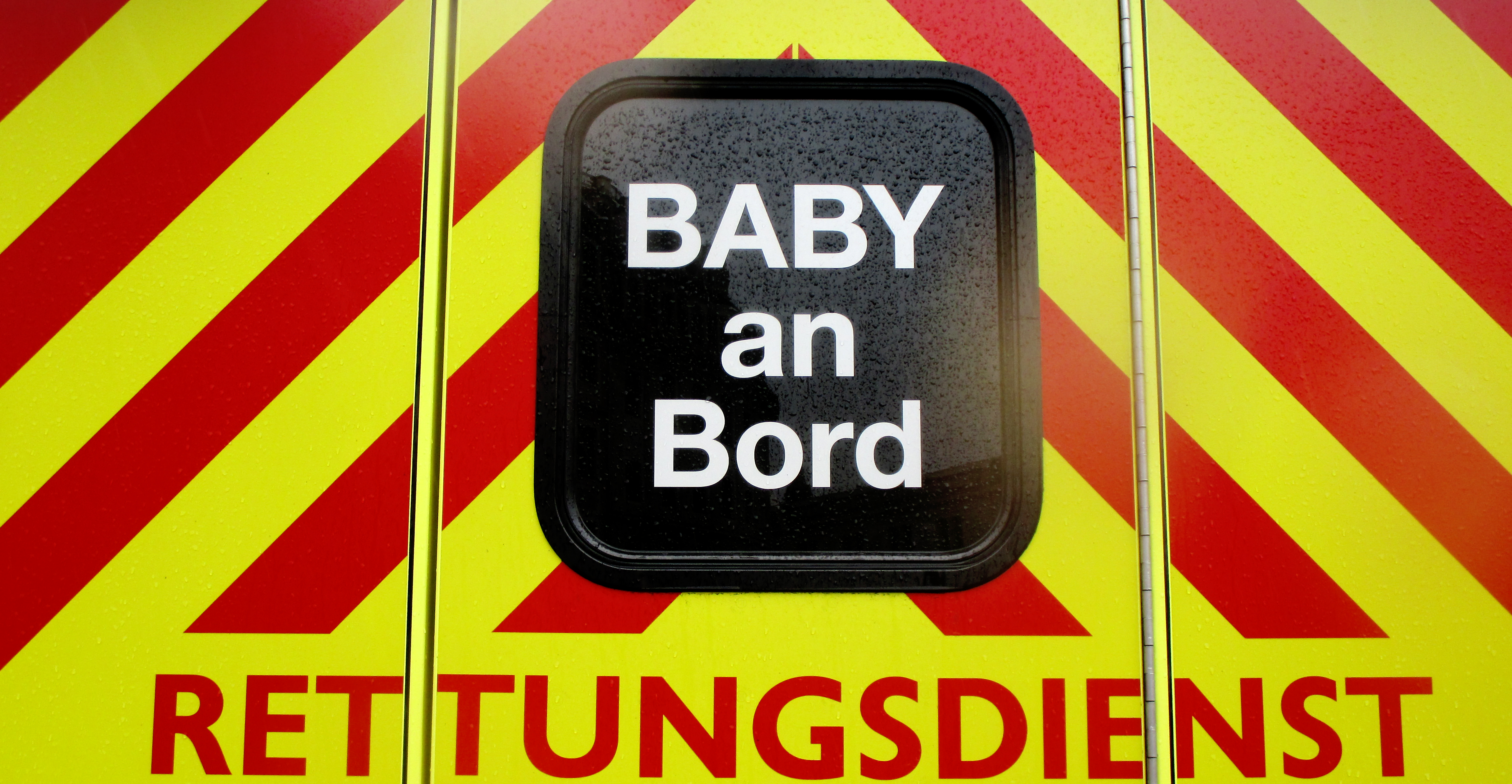
Baby Rettungswagen in Dresden

Der Baby-NAW ist in den meisten Fällen im örtlichen Rettungsdienst eingebunden. Besetzt wird dieser von einem Notfallsanitäter als Transportführer und einem Rettungsassistenten oder Rettungssanitäter als Fahrer. In der Regel wird der Transport noch mit einem in Neonatologie erfahrenen Kinderarzt sowie einem in neonatologischer Intensivmedizin erfahrenen Kinderkrankenpfleger begleitet. Der Baby-NAW wird nach problematischen Geburten, zum Inkubatortransport in neonatologischen Zentren, bei Hausgeburten oder Frühgeburten sowie schwer verletzten Säuglingen eingesetzt. Er legt oft erheblich größere Strecken zurück als ein regulärer Notarztwagen.

## Ausstattung
Es gibt für Säuglings-Notarztwagen, im Gegensatz zu Rettungswagen, keine einheitlichen Ausstattungsvorschriften. In jedem Fall findet sich im Fahrzeug jedoch ein Transportinkubator, der auf einer Fahrtrage montiert ist. Diese ist bestenfalls auf einem schwingungsfreien Tragetisch mit aktivem Federungssystem gelagert, das optimal auf das Gewicht des Inkubators und der verbauten Technik abgestimmt ist. Bei den neueren Fahrzeugen befindet sich der Inkubator quer zur Fahrtrichtung in Fahrzeugmitte, am „ruhigsten“ Platz im Fahrzeug. Um dies zu ermöglichen, sind umfangreiche Sonderanfertigungen nötig. Das Ein- und Ausladen findet dann durch die Seitentür statt – im Gegensatz zum Rettungswagen, bei dem dies durch die Hecktür erfolgt. Die Folgetonhorn-Anlage ist so verbaut, dass weniger Lärm zum Patienten vordringt.

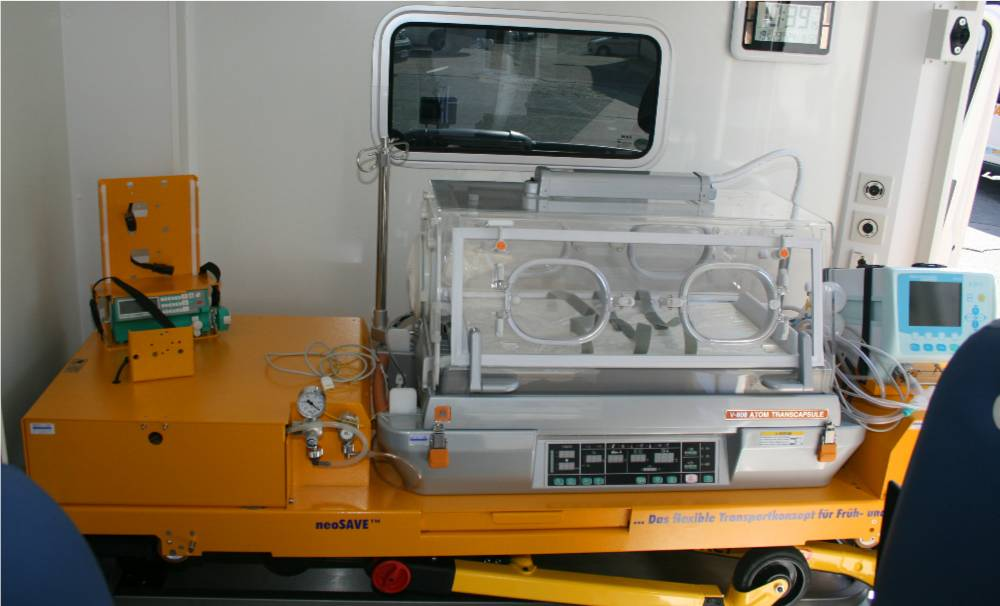
Inkubator im Fahrzeug

Zur Überwachung der Vitalfunktionen (Temperatur, EKG, Pulsoxymetrie und Blutdruck) wird ein mobiler Überwachungsmonitor eingesetzt. Zusätzlich steht, nebst Absaugpumpe, ein spezielles transportables Beatmungsgerät für Säuglinge zur Verfügung, dieses benötigt eine Sauerstoff- und Druckluftversorgung. Zur Medikamentenapplikation stehen mehrere Spritzenpumpen bereit. Die für Früh- und Neugeborene besondere medizinische Ausstattung (wie Säuglingsbeatmungsbeutel, Intubationsbesteck, Venenverweilkanülen und Besteck für den intraossären Zugang) und spezielle Medikamente werden in einem Kinder-Notfallkoffer oder Kindernotfallrucksack bevorratet. Da das Fahrzeug meist im örtlichen Rettungsdienst eingebunden ist, befindet sich auch ein Notfallkoffer für Erwachsene auf dem Fahrzeug.

## Finanzierung
Der größte Teil der in Deutschland vorhandenen Baby-Notarztwagen wurde und wird nach wie vor ausschließlich über Spenden finanziert. Öffentliche Sonderbezuschussung fällt in der Regel aus, da es sich hier um ein Zusatzfahrzeug handelt und nicht zwingend notwendig ist. Rettungsorganisationen wie zum Beispiel das Deutsche Rote Kreuz, Arbeiter-Samariter-Bund oder die Björn Steiger Stiftung kämpfen mit Hilfe von Mitgliedern jedes Jahr erneut um den Erhalt von Baby-NAW.